# Israel i olympiska vinterspelen 1998
Israel deltog med tre deltagare vid de olympiska vinterspelen 1998 i Nagano. Ingen av landets deltagare erövrade någon medalj.

## Konståkning
- Michael Shmerkin
- Sergey Sakhnovsky
- Galit Chait